# 馬德隆 (新墨西哥州)
馬德隆（英語：Madrone）是位於美國新墨西哥州巴倫西亞縣的普查規定居民點。

## 人口
根據2020年美國人口普查的數據，馬德隆的面積為7.97平方千米，皆為陸地。當地共有人口621人，而人口密度為每平方千米77.92人。